# 컬러 (걸그룹)
컬러(COLOR)는 중국의 걸그룹이다. 2020년 노래 '通关蜜语'로 데뷔했다.

## 방송
- 창조영 2020 (2020)

## 음반
- 通关蜜语 (2020)